# 集贤里街道
集贤里街道，是中华人民共和国天津市北辰区下辖的一个乡镇级行政单位。

## 行政区划
集贤里街道下辖以下地区：
泰来西里社区、泰来东里社区、安达里社区、虎林里社区、拜泉里社区、集贤里社区、红云新里社区、瀛台里社区、北医道社区、发电楼社区和瀛洲里社区。